# Museu de História Natural (Campinas)
O Museu de História Natural localiza-se no Bosque dos Jequitibás, em Campinas, no interior do estado de São Paulo, Brasil. Foi inaugurado em 20 de maio de 1939, e é uma instituição tombada pelo Conselho de Defesa do Patrimônio Histórico, Artístico, Arqueológico e Turístico (Condephaat, em 1970) e pelo Conselho de Defesa do Patrimônio Cultural de Campinas (Condepacc, em 1991), com a finalidade de difundir conhecimentos sobre a fauna e flora, promovendo sua conservação e desenvolvendo programas de Educação Ambiental e Biologia para crianças, professores e público em geral.
O Museu de História Natural tem mais de duas mil peças, dentre elas 393 mamíferos, 475 aves, 187 répteis, 178 peixes, 790 insetos e 144 demais invertebrados, representantes dos ecossistemas brasileiros da Mata Atlântica, da floresta Amazônica, do Cerrado, do Pantanal Mato-grossense e litoral paulista, incluindo mamíferos, aves, répteis, peixes, insetos e outros invertebrados e, oferecendo, em exposição aberta ao público, mais do que 300 destas espécies. O museu também inclui em exposição uma diversidade de animais, botânica, Teratogênese, Taxidermia, fósseis, minerais, etc.